# 近藤孝行
近藤 孝行（こんどう たかゆき、1978年6月5日 - ）は、日本の男性声優。鳥取県出身。青二プロダクション所属。
代表作は、『テニスの王子様』（大石秀一郎）、『あの日見た花の名前を僕達はまだ知らない。』（久川鉄道〈ぽっぽ〉）、『逆転裁判』（成歩堂龍一）、『Paradox Live 』（翠石依織）など。

## 来歴
小学生の頃から武藤敬司のファンだったという。子供の頃、プロレスラーになろうと、柔道を始める。
学生の頃、バンドなどをしていたため、声や芝居度胸を褒められたことから声優を目指した。
鳥取県に住んでいた時、毎月招待されていた劇団の芝居を観られる会に入り、芝居を観ていたという。そのため演劇も好きであり、芝居をすることにも興味を持っていたという。しかし鳥取では芝居の勉強をするところが無く、「劇団に直接入団することも親は認めてくれないだろう」、「演技の勉強ができる学校に入ろう」と思い、高校卒業後、関西の鉄道会社に勤めたあと、代々木アニメーション学院大阪校を卒業し三ツ矢雄二が主宰していた劇団アルターエゴに入団。舞台活動を経て声優に転職した経歴を持つ。
声優としてのデビュー作は『るろうに剣心 -明治剣客浪漫譚-』。2000年から『遊☆戯☆王デュエルモンスターズ』の本田ヒロト役でレギュラー出演していたが、2001年、急病のため入院を余儀なくされ53話より菊池英博に変更になり、そのまま降板（その後、2016年の劇場版『遊☆戯☆王 THE DARK SIDE OF DIMENSIONS』で15年ぶりに復帰）。退院後はアニメ『Dr.リンにきいてみて!』同年9月の放送から仕事に復帰した。
2009年3月に東京俳優生活協同組合を離れ、フリーの期間を挟み、同年6月よりAIR AGENCY所属となる。2017年4月30日付でAIR AGENCYを退所し、再びフリーとなる。2019年4月1日付でBLACK SHIPに所属。2022年3月31日付けでBLACK SHIPを退所、翌4月1日付で青二プロダクションに移籍。

## 特色
声種はハイバリトン。方言は鳥取弁。
演じる役柄は、アニメでは二枚目からヒーロー役が多い。
『しろくまカフェ』ではコアラ、ゾウガメ、桐野、カナダヤマアラシと1人4役を演じ分けており、さまざまな声色を自在に使い分けている。

## 人物
趣味は寺社・仏閣巡り、格闘技鑑賞、歴史研究、HIP HOP（ダンス、ラップ）、旅行。好きな言葉は「平和・穏やか・幸せ」。仏教をテーマとした漫画『ナヴァグラハ -DefenD 9 Triggers-』（月刊少年シリウスにて連載）の原作者を小野大輔と2人で務めている。
同じ1978年生まれの声優7名（小野大輔・立花慎之介・福山潤・日野聡・間島淳司・近藤孝行・菅沼久義）で結成されたユニットである「DABA」（正式ではDは反転して表記）の一員。DABA内での名は「フォンドヴォー」。
ラジオ番組･超A&G+『小野大輔・近藤孝行の夢冒険〜Dragon&Tiger』から誕生したダンスボーカルユニット D.A.T(ダット)としても活動。また、小野とは2021年にテクノロジック・ヴォーカルユニット「TRD（トラッド）」を結成、同年6月16日にポニーキャニオンから1stミニアルバム『TRAD』をリリースした。
歌唱力に定評がある。また、作詞能力に定評があり、2016年に開催された『新テニスの王子様』のイベント『テニプリフェスタ2016～合戦～』では、これまでに発表されたテニプリソング800曲超の中からのファン投票コーナー（"テニプリソング1/800曲!"）において自身が演じたキャラクターのキャラクターソングであり作詞も担当した『恋風』がソロ部門一位と総合部門二位を獲得した。
『逆転裁判』シリーズの主人公・成歩堂龍一をPV等で演じてきた（ゲーム中の音声は『4』までスタッフの巧舟が担当）が、『レイトン教授VS逆転裁判』では実写映画版で演じた成宮寛貴が起用されており、自身にオファーが来なかったことについてショックを受けていた。後に発表された『5』では近藤が再び成歩堂の声を担当している。

## 出演
太字はメインキャラクター。

### テレビアニメ
1998年
- るろうに剣心 -明治剣客浪漫譚-（役人）

1999年
- ビックリマン2000（1999年 - 2001年、ヘッドロココ、凹十魔、実況アナ）
- メダロット（1999年 - 2000年、カンタロス 他） - 2シリーズ

2000年
- こちら葛飾区亀有公園前派出所（2000年 - 2003年、本田門樹〈2代目〉、村人、明、係、執事、事務官、サラリーマン、魚屋、マンハッタン刑事、土方）
- トランスフォーマー カーロボット（マッハアラート、ダンガー）
- 遊☆戯☆王デュエルモンスターズ（2000年 - 2001年、本田ヒロト） - 決闘者の王国編のみ

2001年
- テニスの王子様（2001年 - 2024年、大石秀一郎、森辰徳、野村拓也、キコ・バレンティン 他） - 4シリーズ
- Dr.リンにきいてみて!（とうてつ 他）
- 破壊魔定光（ムザン 他）

2002年
- 真・女神転生Dチルドレン ライト&ダーク（エルゴ）
- 満月をさがして（白神、桑原 他）
- ホイッスル!（2002年 - 2003年、藤代誠二）
- ボンバーマンジェッターズ（プテラ警部、ヒゲ彦 他）

2003年
- カレイドスター（MC）
- キノの旅 -the Beautiful World-（タタタ人）
- GetBackers-奪還屋-（医師）
- 神魂合体ゴーダンナー!!（猿渡ゴオ）
- D・N・ANGEL（カイル・エンドイル）
- ふたつのスピカ（宇宙飛行士 他）
- フルメタル・パニック? ふもっふ（軽音楽部員 他）

2004年
- アガサ・クリスティーの名探偵ポワロとマープル（市民）
- うた∽かた（職員）
- SDガンダムフォース（青銅の騎士ナタク、ポーンリーオー）
- お伽草子（野次馬A）
- GIRLSブラボー first season（ラジオDJ）
- 北へ。〜Diamond Dust Drops〜（新垣、レディオボーイ）
- KURAU Phantom Memory（部下）
- げんしけん（男A、ガヤA、スタッフ）
- 神魂合体ゴーダンナー!! SECOND SEASON（猿渡ゴオ）
- 蒼穹のファフナー（スタッフ）
- ニニンがシノブ伝（忍者）
- 光と水のダフネ -DAPHNE IN THE BRILLIANT BLUE-（ビリー 他）
- 火の鳥（ヤマト、声、兵）
- BLEACH（死神ら 他）
- ロックマンエグゼStream（2004年 - 2005年、シャインマン、燃次郎 他）

2005年
- 苺ましまろ（5-2担任、コンビニ店員 他）
- ガラスの仮面（2005年版）（斉藤審査員 他）
- かりん（親衛隊）
- 強殖装甲ガイバー（木村、シネバイト 他）
- 交響詩篇エウレカセブン（軍の通信）
- 極上生徒会（藤澤恒久、ピザ屋）
- 灼眼のシャナ（2005年 - 2012年、田中栄太） - 3シリーズ
- 新釈 眞田十勇士
- スターシップ・オペレーターズ（千葉ヒデ）
- ゾイドジェネシス（ゲリラ 他）
- D.C.S.S. 〜ダ・カーポ セカンドシーズン〜（まどかの父）
- ToHeart2（講師）
- ノエイン もうひとりの君へ（医療班 他）
- ハチミツとクローバーII（アナウンスの声 他）
- ふしぎ星の☆ふたご姫（給士、ダンスの先生）
- ボボボーボ・ボーボボ（泡玉のルブバ）
- まじめにふまじめ かいけつゾロリ（隊員、警備員）
- MÄR -メルヘヴン-（男）
- 焼きたて!!ジャぱん（団員）

2006年
- いぬかみっ!（若者 他）
- ウィッチブレイド（小田和也 他）
- うたわれるもの（イナウシ、スオンカス 他）
- ガラスの艦隊（ノルディアン 他）
- 地獄少女 二籠（木崎浩太）
- タクティカルロア（オペレーターA 他）
- となグラ!（数学教師 他）
- パンプキン・シザーズ（カール）
- 武装錬金（六舛孝二）
- 無敵看板娘（客2）
- REC（音響、男友達、アニメプロデューサー）

2007年
- ウエルベールの物語 〜Sisters of Wellber〜（タック）
- 月面兎兵器ミーナ（守衛）
- Over Drive（井沢、生徒 他）
- デルトラクエスト（2007年 - 2008年、ナニオン、憲兵、ホット、衛兵、ポリパン、側近、元憲兵団6号、村人、盗賊）
- のだめカンタービレ（大河内守）
- 爆丸バトルブローラーズ（空操信二郎、クラウス、リキマル、タカシ、アンジェロ）
- ぼくらの（吉田、カズ、警官、遊園地のお兄さん 他）
- ぽてまよ（初芝薫）

2008年
- 狂乱家族日記（乱崎凰火）
- ケロロ軍曹（研究員）
- 北斗の拳 ラオウ外伝 天の覇王（若いラオウ）

2009年
- グイン・サーガ（タンガード、イェン・ファン）
- とある科学の超電磁砲（トリック）
- PandoraHearts（ファング、男）
- バスカッシュ!（ナヴィガ）

2010年
- おとめ妖怪 ざくろ（沢鷹 / 花楯鷹敏）
- カッコカワイイ宣言!（奥様〈黄〉、謎の男）
- ダンス イン ザ ヴァンパイアバンド（カミーユ）
- 爆丸バトルブローラーズ ニューヴェストロイア（空操信二郎、クラウス）

2011年
- あの日見た花の名前を僕達はまだ知らない。（久川鉄道〈ぽっぽ〉）
- バクマン。（秋人の兄）
- 花咲くいろは（四十万誠司）
- 緋弾のアリア（武藤剛気）
- 放浪息子（兼田健太郎、男子生徒C）
- 夢喰いメリー（夢魔デルガ）

2012年
- しろくまカフェ（ゾウガメ、コアラ、桐野、カナダヤマアラシ）
- ゼロの使い魔F（バッソ・カステルモール）
- うぽって!!（現国）
- 氷菓（中城順哉）
- マギ（ドルジ）
- マジでオタクなイングリッシュ!りぼんちゃん 〜英語で戦う魔法少女〜（2012年 - 2013年、ジェット） - 2シリーズ

2013年
- 俺の脳内選択肢が、学園ラブコメを全力で邪魔している（獅子守想牙）
- げんしけん 二代目（田中総市郎）
- ゴールデンタイム（コッシー先輩）
- 戦勇。（ディツェンバー・ツヴォルフ、ニセパンダ）
- 凪のあすから（まなかの父）
- 八犬伝―東方八犬異聞―（昭市）

2014年
- 白銀の意思 アルジェヴォルン（クツワダ・ツトム）
- それでも世界は美しい（キトラ）
- ノブナガ・ザ・フール（チェーザレ・ボルジア）
- みんな集まれ!ファルコム学園（2014年 - 2015年、アガット、グラッツ） - 2シリーズ

2015年
- アクエリオンロゴス（林晋太郎）
- Classroom☆Crisis（舞岡サクゴ）
- ケイオスドラゴン 赤竜戦役（ブレンハイム）
- 食戟のソーマ（2015年 - 2018年、ドナート梧桐田、白津樹利夫） - 3シリーズ
- 東京喰種トーキョーグール シリーズ（2015年 - 2018年、平子丈） - 3シリーズ
- トリアージX（大道國雄）
- BAR 嫌われ野菜（マスター）
- ハイスクールD×D BorN（ロキ）
- 名探偵コナン（下村業助）

2016年
- 蒼の彼方のフォーリズム（青柳紫苑）
- 聖戦ケルベロス 竜刻のファタリテ（バイロ）
- DAYS（丸岡勇二）

2017年
- ひとりじめマイヒーロー（宝城常人）
- パズドラクロス（クライン）

2018年
- 重神機パンドーラ（ワン）
- 七星のスバル（アンゲルス）
- はたらく細胞（2018年 - 2021年、輸血赤血球1→輸血赤血球） - 2シリーズ

2019年
- アフリカのサラリーマン（シラサギ）

2020年 
- ぼくのとなりに暗黒破壊神がいます。（担任の先生）
- アラド:逆転の輪（シラン）

2021年
- 吸血鬼すぐ死ぬ（2021年 - 2023年、カメ谷） - 2シリーズ
- 先輩がうざい後輩の話（土方）
- パズドラ（爆叫の魔伯爵・ロノウェ）
- Deep Insanity THE LOST CHILD（マーク・ホテップ）
- 魔法科高校の劣等生 追憶編（金城ディック）

2022年
- フットサルボーイズ!!!!!（権藤）
- 永遠の831（坂田兄弟〈兄〉）
- デジモンゴーストゲーム（フレイウィザーモン）

2023年
- ツルネ -つながりの一射-（不破晃士郎）
- The Legend of Heroes 閃の軌跡 Northern War（ローガン・ムガート、ウォレス・バルディアス）
- ONE PIECE（二牙）
- Paradox Live THE ANIMATION（翠石依織）
- でこぼこ魔女の親子事情（フェンネル）

2025年
- ヴィジランテ-僕のヒーローアカデミア ILLEGALS-（久々津真理夫）

### 劇場アニメ
- 犬夜叉 紅蓮の蓬莱島（2004年、村人）
- スチームボーイ（2004年）
- 劇場版 テニスの王子様シリーズ（2005年 - 2011年、大石秀一郎、野村拓也） - 3作品
- 劇場版 あの日見た花の名前を僕達はまだ知らない。（2013年、久川鉄道〈ぽっぽ〉[53]）
- 遊☆戯☆王 THE DARK SIDE OF DIMENSIONS（2016年、本田ヒロト[54]）
- 劇場版ツルネ -はじまりの一射-（2022年、弓道部員）

### OVA
2000年代
- 天地無用! 魎皇鬼（第三期）（2003年、部下A）
- くじびきアンバランス（2004年、渡部）
- サクラ大戦 ル・ヌーヴォー・巴里（2004年、ウェイター）
- 鴉 -KARAS-（2005年、看護士、記者、署員）
- GUNDAM EVOLVE（2005年、地上兵、雑兵 下塁愚々） - 2作品
- 灼眼のシャナシリーズ（2006年 - 2009年、田中栄太）
- テニスの王子様 OVAシリーズ（2006年 - 、大石秀一郎）
- BALDR FORCE EXE RESOLUTION（2006年）
- ピンキーストリート（2006年、ヨシハル）
- 苺ましまろシリーズ（2007年 - 2009年、5-2担任、アナウンサー）
- こはるびより（2007年、村瀬貴也）
- テイルズ オブ シンフォニア THE ANIMATION シルヴァラント編（2007年、生徒）

2010年代
- 英雄伝説 空の軌跡 THE ANIMATION（2011年、アガット・クロスナー）
- 最遊記外伝 特別篇 香花の章（2013年、洋閏）
- リトルバスターズ! EX（2014年、あやの父）

### Webアニメ
- カッコカワイイ宣言! 第2期（2011年、リーダー、奥様〈黄〉）

### ゲーム
2001年
- 機甲兵団 J-PHOENIX（サーディン・グローバル）

2002年
- テニスの王子様（大石秀一郎）
- テニスの王子様 GENIUS BOYS ACADEMY（大石秀一郎）
- RAVE 悠久の絆（スルト）

2003年
- ホイッスル!〜第37回東京都中学校総合体育サッカー大会〜（藤代誠二）
- みんなの王子様（大石秀一郎）

2004年
- テニスの王子様 2005 CRYSTAL DRIVE（大石秀一郎）
- テニスの王子様 RUSH & DREAM!（大石秀一郎）
- テニスの王子様 最強チームを結成せよ!（大石秀一郎）

2005年
- 状況開始っ!（吉光藤志朗）
- スター・ウォーズ エピソード3/シスの復讐
- テニスの王子様 学園祭の王子様（大石秀一郎）
- マビノ×スタイル（ヨハン・G・久遠）

2006年
- うたわれるもの 散りゆく者への子守唄（スオンカス）
- 英雄伝説 空の軌跡FC（アガット・クロスナー）
- 英雄伝説 空の軌跡SC（アガット・クロスナー）
- カドゥケウスZ 2つの超執刀（月森孝介）
- 灼眼のシャナ（PS2版）（田中栄太）
- テニスの王子様 ドキドキサバイバル 山麓のMystic（大石秀一郎）
- 転生八犬士封魔録（村崎純礼）

2007年
- 英雄伝説 空の軌跡 the 3rd（アガット・クロスナー）
- 喧嘩番長2 フルスロットル（井上隆文）
- スーパーロボット大戦Scramble Commander the 2nd（猿渡ゴオ）
- テニスの王子様 CARD HUNTER（大石秀一郎）
- テニスの王子様 ドキドキサバイバル 海辺のSecret（大石秀一郎）
- 武装錬金 ようこそ パピヨンパークへ（六舛孝二）
- Routes PE、Routes POTABLE（伊藤正義）

2008年
- カドゥケウス ニューブラッド（月森孝介）
- 救急救命 カドゥケウス2（月森孝介）
- Daylight -朝に光の冠を-（ウルカ・ルーフェン）
- ヴァンテージマスターポータブル（アガット）
- 花宵ロマネスク 愛と哀しみ－それは君のためのアリア（西山真治）

2009年
- S.Y.K 〜新説西遊記〜（悟浄）
- テニスの王子様 ダブルスの王子様 GIRLS, BE GRACIOUS!（大石秀一郎）
- ひめひび -New Princess Days!!- 続!二学期（上河明良）
- ルミナスアーク3 アイズ（リーンハルト、スコット）
- ロロナのアトリエ 〜アーランドの錬金術士〜（タントリス）

2010年
- イースvs.空の軌跡 オルタナティブ・サーガ（アガット・クロスナー）
- S.Y.K 〜蓮咲伝〜（悟浄）
- S.Y.K 〜新説西遊記〜 Portable（悟浄）
- TAKUYO Mix Box 〜ファーストアニバーサリー〜（上河明良）
- ひめひび -New Princess Days!!- 続!二学期 ぽーたぶる（上河明良）

2011年
- 乙女はお姉さまに恋してるPortable 2人のエルダー（龍造寺順一）
- S.Y.K 〜蓮咲伝〜 Portable（悟浄）
- 籠の中のアリシス（アラステア）
- 次の犠牲者をオシラセシマス（坂橋圭介）
- テニスの王子様 ぎゅっと! ドキドキサバイバル 海と山のLove Passion（大石秀一郎）

2012年
- あの日見た花の名前を僕達はまだ知らない。（久川鉄道〈ぽっぽ〉）
- コール オブ デューティ ブラックオプス II（ハビエル・サラザール）

2013年
- 逆転裁判5（成歩堂龍一）
- 新・ロロナのアトリエ はじまりの物語〜アーランドの錬金術士〜（タントリス）
- Solomon's Ring 〜水の章〜（マルコシアス）
- Double Score 〜Cattleya×Narcissus〜（雅）

2014年
- ゴールデンタイム Vivid Memories（コッシー先輩）

2015年
- Un:BIRTHDAY SONG〜愛を唄う死神〜（シュン）
- 英雄伝説 空の軌跡FC Evolution（アガット・クロスナー）
- 新テニスの王子様 〜Go to the top〜（大石秀一郎）
- ファークライ4（エイジェイ・ゲール）
- PROJECT X ZONE 2:BRAVE NEW WORLD（成歩堂龍一）
- 夢王国と眠れる100人の王子様（珠李）
- Re:BIRTHDAY SONG〜恋を唄う死神〜（シュン）
- リベリオン ブレイド（ガッシュ）

2016年
- 蒼の彼方のフォーリズム（青柳紫苑）
- ファントムオブキル プロジェクトZERO（ロンギヌス）
- 逆転裁判6（成歩堂龍一）

2017年
- 英雄伝説 閃の軌跡 III（アガット・クロスナー）
- エンドライド -X fragments-（ベンジャミン）
- 新テニスの王子様 Rising Beat（大石秀一郎）

2018年
- 遊戯王 デュエルリンクス（本田ヒロト）

2020年
- ロストアーク（カルス）
- ポケモンマスターズEX（マーレイン）
- スーパーロボット大戦X-Ω（猿渡ゴオ）

2021年
- ジャックジャンヌ（高科更文）
- グランブルーファンタジー（ユーサー）

### ドラマCD
- イース&空の軌跡vs.ヴァン・ジョー（イースvs.空の軌跡 オルタナティブ・サーガドラマCD同梱版、アガット・クロスナー）
- 苺ましまろ（5-2担任、松井宏樹）
- 1.5.8. -just one time-（ジュラーヴリク）
- うたわれるもの オリジナルドラマ 〜トゥスクルの内乱〜（守備兵）
- 英雄伝説VI 空の軌跡 ドラマCD 〜去り行く決意〜（アガット・クロスナー）
- S.Y.K 〜新説西遊記〜 ドラマCD 「奪え!伝説のゴマ団子! 〜高級安眠枕も忘れるな〜」（悟浄）
  - S.Y.K 〜新説西遊記〜 ドラマCD 〜曼珠沙華の夢はなびら、塵となり〜（悟浄）
- KISS×KISS collections Vol.34 「見送りキス」(朽木 いずみ)
- 逆転裁判
  - ドラマCD 逆転裁判5 〜逆転のアニマルサーカス!?〜（成歩堂龍一）
  - 逆転裁判123 成歩堂セレクション 限定版ドラマCD「逆転のコンビネーション」（成歩堂龍一）※予告編含む
  - 逆転裁判6 LIMITED EDITION 書き下ろしオリジナルドラマCD（成歩堂龍一）
- 狂乱家族日記（乱崎凰火）
- 死神彼氏シリーズ 死神デートCD vol.2(シュン)
- 灼眼のシャナ Assorted Shana（田中栄太）
- 灼眼のシャナII -Second- アニメージュスペシャルドラマCD「迷子の迷子のゆうじ君」（田中栄太）
- 神魂合体ゴーダンナー!!（ゴオ）
- 先生!サウンドストーリー（関矢先生[76]）
- たいようのいえ（中村父）※コミックス第5巻ドラマCD付き特装版
- となグラ!（教師）
- ナヴァグラハ -DefenD 9 Triggers-（向日明[77]）※コミックス第2巻ドラマCD付き特装版
- バレスタ（高原葵）
- ひめひび -New Princess Days!!- 続!二学期 ドラマCD New Prince Days -Precious Memory For You-（上河明良）
- FOOKIES（岩野幸三郎）
- 武装錬金 ドラマCD 2（六舛孝二）
- ドラマCD「文豪シリーズ」（新人編集、編集長）
- V・B・ローズ（黒峰志艶）
- 変女 〜変な女子高生 甘栗千子〜（杉田航平[78]）※コミックス第6巻ドラマCD付属限定版
- 僕たちのスイートドラゴン
- ぼくのとなりに暗黒破壊神がいます。（先生[79]）
- ユリア100式（山本一平）
- ルームシェア 素顔のカレ（清田創一）
- わたしのお嬢様 ※「メイド服のお嬢様編」下巻に同梱
- Paradox Live （翠石依織[80]）
  - 001「Paradox Live Opening Show」

BAE×The Cat's Whiskers×cozmez×悪漢奴等
- 003「Paradox Live Stage Battle "JUSTICE"」

The Cat's Whiskers×悪漢奴等

### BLCD
- Voice ヴォイス（木原要一）
- エス -裂罅-（松倉東明）
  - エス -残光-（松倉東明）
- 極道的純愛（舎弟）
- この罪深き夜に 清澗寺家シリーズ 1（高橋）
- 酒とYシャツとキス（梧蒼）
- 鮫島くんと笹原くん（店長）
- シャルル＆ハルキシリーズ パパラチアン・パラダイス（レン）
- 秀麗学院高校物語・伝説の少年（速水）
- 千一秒物語（鰐）
- 第二ボタン下さい（栗鳥潤）
- DRは龍に乗る（松本力也）
- 天使×密造（福本俊次）
- 背徳のラブシック（伸弥の同僚A）
- 花色バージンソイル（内端）
- ひとりじめマイヒーロー ドラマCD Vol.2　〜冬支度、メアリさん、ときどきBar〜（宝城常人）
- 旅行鞄をしまえる日（櫻川シンジ）

### 吹き替え

#### 映画
- 風林高（英語版）（2003年）
- アート・オブ・デビル（2005年）
- キング・コング（2005年）

#### ドラマ
- glee/グリー 踊る♪合唱部!?（ジェシー・セントジェームズ〈ジョナサン・グロフ〉）
- CSI:科学捜査班5

#### アニメ
- ミュータント タートルズ（2007年 - 2008年、アーニー、男、航海士1 他）- 2シーズン

### デジタルコミック
- VOMIC まつりスペシャル（2008年、諸角渉[81]）
- VOMIC べるぜバブ（2009年、古市貴之[82]）
- +Voice 先生、イケメンです！（2010年、神谷龍之介[82]）
- VOMIC 放課後の王子様（2011年、大石秀一郎[81]）
- VOMIC　カッコカワイイ宣言!（2013年、奥様B[81]）
- VOMIC　白雪姫と7人の囚人（2013年、誠[81]）

### 特撮
- スーパー戦隊シリーズ
  - 獣拳戦隊ゲキレンジャー（2007年、臨獣ポーキュパイン拳マーラシヤの声）
  - 炎神戦隊ゴーオンジャー（2008年、害水目蛮機獣パイプバンキの声）

### ウェブテレビ
- よつば音楽学院（2020年10月28日 - 、ABEMA・アニメチャンネル）MC[83]

### ラジオ
※はインターネット配信。
- テニスの王子様 オン・ザ・レイディオ（2003年、文化放送）不定期マンスリーパーソナリティー
- 禁断のジューンブライド〜ぼくたち6月30日に結婚します〜（2007年、文化放送）
- AZUのラジオ2007年9月はTKッ!（2007年、ラジオ大阪）
- 進ぬ! 狂乱家族計画（2008年、ランティスウェブラジオ※）
- 小野大輔・近藤孝行の夢冒険〜Dragon&Tiger（2011年 - 2020年、超!A&G+※）
- 逆転裁判123 なるほどラジオ!（2014年、CapcomChannel※、音泉※）
- APPLE FOREST スタジオ（2015年 - 2016年、アニメイトTV※）

### ラジオ・トークCD
- 間島淳司のMOMODACHI! CD 近藤孝行君
- 高橋広樹のモモっとトーークCD 近藤孝行盤
- ラジオCD 日野聡vs立花慎之介 平成ニッポン・国取り合戦ラジオ!! 壱ノ巻（第八陣・鳥取県ノ陣）
- 小野大輔・近藤孝行の夢冒険〜Dragon&Tiger ~聞いて覚える初めての夢ラジ、番組宛にレターセット送ってきてねセット~

### 映像商品
- テニスの王子様
  - テニスの王子様 100曲マラソン
  - テニプリフェスタ2009・2013・2016
  - テニプリフェスタ2011 in 武道館
- PROJECT DABA（Dは反転表記） 
  - MARIA（ELEKITER ROUND 0)　豪華盤同梱DVD収録のPVにDABAメンバーとして参加
  - 「ドロケイ」THIEF&POLICE
  - 呪われた廃校からの脱出 -成仏させないと、ここから出られない-
  - HORSE LIFE GAME
  - Memorial Year Party 午年だよ☆ほぼ全員集合!!
- 文化放送超!A&G+ 小野大輔・近藤孝行の夢冒険〜Dragon&Tiger
  - 小野大輔・近藤孝行の夢冒険~Dragon&Tiger~ FANDISK ドラゴン＆タイガークエスト~夢仙人の宝を探せ~
  - 小野大輔・近藤孝行の夢冒険~Dragon&Tiger~ ファンディスク2 おこしやす〜 in 京都
  - 小野大輔・近藤孝行の夢冒険~Dragon&Tiger~ ファンディスク3 夏の仏閣めぐり in 奈良
  - 小野大輔・近藤孝行の夢冒険~Dragon&Tiger~ ファンディスク4 DDT×ナヴァグラハ×高知
  - MARINE SUPER WAVE R 2012
  - 宝探し〜ミライセンシ エピソード0〜in西武園ゆうえんち
  - MARINE SUPER WAVE LIVE 2013 - 2016
- 俳協 45TH ANNIVERSARY
- 人狼バトル ~人狼VS勇者~
- D.A.T LIVE TOUR 2016 Sweet Shake Suite
- Archives

### ナレーション
- ハイビジョン特集
  - 「天空の旅人 紅葉列島を飛ぶ」
  - 「天空の旅人 さくらの春を飛ぶ」
- アニソンぷらす（2012年2月、テレビ東京）
- 燈の守り人 灯台音声ガイド 福島県いわき市 塩屋埼灯台（2023年）[84]

### 舞台
- 不思議の国のカーニバル（スー）
- ESPER LEGEND HAKKENDEN 2000（犬江久仁満）
- ウィスキーボムボム[85]
- ささやかなこの人生

### 朗読劇
- 〜声優星空プラネタリウム朗読会〜ほし×こえ【夏】関西公演【冬】東京公演[86]
- 声劇「燈の守り人 ～北海道開拓編～」（2023年、塩屋埼灯台）

### その他コンテンツ
2005年
- 逆転裁判 東京ゲームショウ 特別法廷2005（成歩堂龍一）

2006年
- 逆転裁判 東京ゲームショウ 特別法廷2006（成歩堂龍一）
- 特選裁判（成歩堂龍一）

2007年
- 逆転裁判4プロモーション映像3（成歩堂龍一）

2012年
- 逆転裁判10周年 特別法廷（成歩堂龍一）

2015年
- オーディオブック「蝋燭の時間」（僕）

2016年
- 逆転裁判6 完成披露会 特別法廷（成歩堂龍一）

2017年
- 逆転裁判 東京ゲームショウ 特別法廷2017（成歩堂龍一）
- 乃木坂46 17thシングル「インフルエンサー」個人PV 秋元真夏「水槽の中」（お客）

2018年
- 逆転裁判 東京ゲームショウ 特別法廷2018（成歩堂龍一）

2023年
- ボイスドラマ「燈の守り人～幻想夜話～」（塩屋埼灯台）

## ディスコグラフィ

### キャラクターソング
| 発売日         | 商品名                                                                | 歌 | 楽曲 | 備考                                                                              |
| -------------- | --------------------------------------------------------------------- | --- | --- | --------------------------------------------------------------------------------- |
| 2002年9月4日   | THE BEST OF SEIGAKU PLAYERS VII Shuuichirou Oishi                     | 大石秀一郎（近藤孝行） | 「Piece by Piece」 「Piece by Piece (Remix version)」 | テレビアニメ『テニスの王子様』関連曲                                              |
| 2002年11月6日  | WHITE LINE                                                            | 青酢 | 「WHITE LINE」 | テレビアニメ『テニスの王子様』エンディングテーマ                                  |
| 2002年11月6日  | WHITE LINE                                                            | 青酢 | 「Happy×2☆Day!!」 | テレビアニメ『テニスの王子様』関連曲                                              |
| 2003年10月22日 | BIRTHDAY〜歩き始めた日〜                                              | 青酢 | 「BIRTHDAY〜歩き始めた日〜」 | テレビアニメ『テニスの王子様』関連曲                                              |
| 2003年10月22日 | Don't Look Back                                                       | 青酢 | 「Don't Look Back」 「FREEDOM」 | ラジオ『テニスの王子様 オン・ザ・レイディオ』テーマソング                         |
| 2004年10月27日 | ホントの気持ち                                                        | 大石秀一郎（近藤孝行） | 「ホントの気持ち」 | ラジオ『テニスの王子様 オン・ザ・レイディオ』テーマソング                         |
| 2005年2月2日   | DEPARTURES                                                            | 青酢、キャップと瓶 | 「DEPARTURES」 | 劇場アニメ『劇場版 テニスの王子様 跡部からの贈り物 君に捧げるテニプリ祭り』主題歌 |
| 2005年4月13日  | 約束/We Love SEIGAKU-ありがとうを込めて                               | SEIGAKU NINE PLAYERS | 「We Love SEIGAKU-ありがとうを込めて」 | テレビアニメ『テニスの王子様』関連曲                                              |
| 2005年4月30日  | TWO                                                                   | 大石秀一郎（近藤孝行） | 「TWO」 「い〜じゃないか」 | テレビアニメ『テニスの王子様』関連曲                                              |
| 2006年12月20日 | タイプはD!                                                            | 大石秀一郎（近藤孝行）、菊丸英二（高橋広樹） | 「タイプはD!」 | テレビアニメ『テニスの王子様』関連曲                                              |
| 2006年12月20日 | タイプはD!                                                            | 大石秀一郎 | 「song for us」 | テレビアニメ『テニスの王子様』関連曲                                              |
| 2007年1月31日  | 抱えたキセキ                                                          | 青酢 | 「抱えたキセキ」 | OVA『テニスの王子様 OVA 全国大会篇』オープニングテーマ                            |
| 2007年4月25日  | 月の軌道                                                              | 大石秀一郎（近藤孝行） | 「We Will Win」 「おもい」 「Open My Heart!」 「絆」 「Desperation」 「月の軌道」 「Rain-Dance」 「恋風」 「気楽に行こう」 「抱えたキセキ」 「君に映る景色」 | テレビアニメ『テニスの王子様』関連曲                                              |
| 2008年4月30日  | 恋風〜Windy day Mix〜                                                 | 大石秀一郎（近藤孝行） | 「恋風〜Windy day Mix〜」 | テレビアニメ『テニスの王子様』関連曲                                              |
| 2008年5月21日  | THE PITFALLS                                                          | 乱崎凰火（近藤孝行） | 「THE PITFALLS」 | テレビアニメ『狂乱家族日記』エンディングテーマ                                    |
| 2008年5月21日  | THE PITFALLS                                                          | 乱崎凰火（近藤孝行） | 「THE PITFALLS (workaholic mix)」 | テレビアニメ『狂乱家族日記』関連曲                                                |
| 2008年6月27日  | Daylight-朝に光の冠を- オリジナルサウンドトラック                     | ルカ（近藤孝行） | 「君がいるから」 | ゲーム『Daylight-朝に光の冠を-』エンディングテーマ                                |
| 2009年1月1日   | 青酢のシングルスベスト                                                | 青酢 | 「また君と」 | テレビアニメ『テニスの王子様』関連曲                                              |
| 2009年4月30日  | テニスの王子様 大石秀一郎が歌う童謡名曲集〜ファミリーでたのしもう！〜 | 大石秀一郎（近藤孝行） | 「さくらさくら」 「一年生になったら」 「クラリネットをこわしちゃった」 「かごめかごめ」 「森のくまさん」 「村祭り」 「ふるさと」 「おにのパンツ」 「七つの子」 「ちいさい秋みつけた」 「ずいずいずっころばし」 「エーデルワイス」 「北風小僧の寒太郎」 「きよしこの夜」 「一月一日」 | テレビアニメ『テニスの王子様』関連曲                                              |
| 2009年7月22日  | 色褪せないあの空へ                                                    | STONES | 「色褪せないあの空へ」 | OVA『テニスの王子様 OVA ANOTHER STORY』エンディングテーマ                         |
| 2010年5月26日  | S.Y.K 〜新説西遊記〜 キャラクターソングミニアルバム                   | 悟浄（近藤孝行） | 「陽光の剣」 | ゲーム『S.Y.K 〜新説西遊記〜』関連曲                                              |
| 2012年4月25日  | 手をつないで                                                          | 大石秀一郎（近藤孝行） | 「手をつないで」 | テレビアニメ『新テニスの王子様』関連曲                                            |
| 2014年7月2日   | THE PRINCE OF TENNIS II SEIGAKU SUPER STARS                           | 大石秀一郎（近藤孝行） | 「Brave Song」 | テレビアニメ『新テニスの王子様』関連曲                                            |
| 2015年1月7日   | Party Time（STONES）                                                  | STONES | 「Party Time」 | OVA『新テニスの王子様 OVA vs Genius10』エンディングテーマ                         |
| 2015年7月8日   | Party Time（青酢）                                                    | 青酢 | 「Party Time」 | OVA『新テニスの王子様 OVA vs Genius10』エンディングテーマ                         |
| 2016年5月18日  | RohRing                                                               | 大石秀一郎（近藤孝行） | 「In the Rain」 | テレビアニメ『新テニスの王子様』関連曲                                            |
| 2016年5月18日  | RohRing                                                               | Roh3 | 「Let's game!」 | テレビアニメ『新テニスの王子様』関連曲                                            |
| 2017年4月26日  | 恋風-2017Version-                                                     | 大石秀一郎（近藤孝行） | 「恋風-2017Version-」 | テレビアニメ『新テニスの王子様』関連曲                                            |
| 2020年2月12日  | Paradox Live Opening Show                                             | 悪漢奴等 | 「BAD BOYS 〜悪漢奴等 Underground〜」 | キャラクターCD『Paradox Live』関連曲                                              |
| 2020年5月8日   | Paradox Live Stage Battle "JUSTICE"                                   | 悪漢奴等 | 「OUTSIDERZ -悪漢奴等is Justice-」 | キャラクターCD『Paradox Live』関連曲                                              |
| 2020年9月2日   | Paradox Live Stage Battle "FAMILY"                                    | 悪漢奴等 | 「CALL FOR FAMILIEZ -悪漢奴等 is Forever-」 | キャラクターCD『Paradox Live』関連曲                                              |
| 2020年11月25日 | Paradox Live Exhibition Show                                          | 悪漢奴等 | 「REBELLION -悪漢奴等 is still Burning-」 | キャラクターCD『Paradox Live』関連曲                                              |
| 2020年11月25日 | Paradox Live Exhibition Show -悪漢奴等-                               | 悪漢奴等 feat. 倖田來未 | 「EMPEROR - WE ON FIRE!! -」 | キャラクターCD『Paradox Live』関連曲                                              |
| 2021年2月24日  | Paradox Live Stage Battle "VIBES"                                     | 悪漢奴等 | 「ROWDIEZ -悪漢奴等 Wanted Vibes-」 | キャラクターCD『Paradox Live』関連曲                                              |
| 2021年3月31日  | Paradox Live 1st album "TRAP"                                         | 悪漢奴等 | 「A.K.Y.R -悪漢奴等 Go over da TRAP-」 | キャラクターCD『Paradox Live』関連曲                                              |
| 2021年3月31日  | Paradox Live 1st album "TRAP"                                         | BAE、The Cat's Whiskers、cozmez、悪漢奴等 | 「Rap Guerrilla -Paradox Live All ARTISTS-」 | キャラクターCD『Paradox Live』関連曲                                              |
| 2021年9月29日  | Paradox Live Shuffle Team Show vol.1                                  | CLUB CANDY | 「ギラギラCANDY NIGHT」 | キャラクターCD『Paradox Live』関連曲                                              |
| 2021年9月18日  | ジャックジャンヌ VOCAL COLLECTION                                     | 立花希佐（寺崎裕香）、高科更文（近藤孝行）、睦実介（笠間淳）、根地黒門（岸尾だいすけ）、白田美ツ騎（梶原岳人）、織巻寿々（内田雄馬）、世長創司郎（佐藤元） | 「Jack & Jeanne Of Quartz」 | ゲーム『ジャックジャンヌ』オープニングテーマ                                      |
| 2021年9月18日  | ジャックジャンヌ VOCAL COLLECTION                                     | 立花希佐（寺崎裕香）、高科更文（近藤孝行）、睦実介（笠間淳）、根地黒門（岸尾だいすけ）、白田美ツ騎（梶原岳人）、織巻寿々（内田雄馬）、世長創司郎（佐藤元） | 「Fortune color is crystal!」 「なかつくにのキルツェ」 「Quartz Anima」 | ゲーム『ジャックジャンヌ』挿入歌                                                  |
| 2021年9月18日  | ジャックジャンヌ VOCAL COLLECTION                                     | 高科更文（近藤孝行）、睦実介（笠間淳） | 「Compass line」 「なまえのないともだち」 | ゲーム『ジャックジャンヌ』挿入歌                                                  |
| 2021年9月18日  | ジャックジャンヌ VOCAL COLLECTION                                     | 立花希佐（寺崎裕香）、高科更文（近藤孝行）、世長創司郎（佐藤元）                                                                                           | 「ハレル・ア〜友よ、わが神の名をさけべ〜」 | ゲーム『ジャックジャンヌ』挿入歌                                                  |
| 2021年9月18日  | ジャックジャンヌ VOCAL COLLECTION                                     | 高科更文（近藤孝行）、睦実介（笠間淳）、根地黒門（岸尾だいすけ）、白田美ツ騎（梶原岳人）、織巻寿々（内田雄馬）                                             | 「!!!ゴーストパーティー!!!」 | ゲーム『ジャックジャンヌ』挿入歌                                                  |
| 2021年9月18日  | ジャックジャンヌ VOCAL COLLECTION                                     | 立花希佐（寺崎裕香）、高科更文（近藤孝行）、睦実介（笠間淳）、根地黒門（岸尾だいすけ）、白田美ツ騎（梶原岳人）、織巻寿々（内田雄馬）、世長創司郎（佐藤元） | 「風が吹いたんだ」 | ゲーム『ジャックジャンヌ』エンディングテーマ                                      |
| 2021年9月18日  | ジャックジャンヌ VOCAL COLLECTION                                     | 立花希佐（寺崎裕香）、高科更文（近藤孝行） | 「風が吹いたんだ」 | ゲーム『ジャックジャンヌ』エンディングテーマ                                      |
| 2021年10月27日 | Paradox Live Shuffle Team Show vol.2                                  | Double Trouble | 「Double Trouble」 | キャラクターCD『Paradox Live』関連曲                                              |

### その他参加作品
| 発売日          | 商品名                                                                        | 歌                                               | 楽曲                                                          | 備考                                                      |
| 2010年代        | 2010年代                                                                      | 2010年代                                         | 2010年代                                                      | 2010年代                                                  |
| --------------- | ----------------------------------------------------------------------------- | ------------------------------------------------ | ------------------------------------------------------------- | --------------------------------------------------------- |
| 2012年12月21日  | VS/Sweet nest                                                                 | D.A.T                                            | 「VS」 「Sweet nest」                                         | ラジオ『小野大輔・近藤孝行 夢冒険〜Dragon&Tiger〜』主題歌 |
| 2014年4月23日   | NOCTURNE -drastic dance-/Blue moon                                            | D.A.T                                            | 「NOCTURNE -drastic dance-」 「Blue moon」                    | ラジオ『小野大輔・近藤孝行 夢冒険〜Dragon&Tiger〜』主題歌 |
| 2014年11月6日   | CABA Vol.1                                                                    | フォンドヴォー（近藤孝行）                       | 「ガラナ」 「カルマ」                                         | 『PROJECT DABA』関連曲                                    |
| 2014年11月6日   | CABA Vol.1                                                                    | まさし（小野大輔）、フォンドヴォー（近藤孝行）   | 「PIECES OF A DREAM」                                         | 『PROJECT DABA』関連曲                                    |
| 2014年11月6日   | CABA Vol.1                                                                    | CABA                                             | 「靴は履いたまま」 「Be cool!」                               | 『PROJECT DABA』関連曲                                    |
| 2015年4月22日   | CHANGE THE WORLD                                                              | D.A.T                                            | 「破壊と創造」 「CHANGE THE WORLD」 「Buddy」                 | ラジオ『小野大輔・近藤孝行 夢冒険〜Dragon&Tiger〜』主題歌 |
| 2016年4月22日   | SUITE                                                                         | D.A.T                                            | 「ELEGY〜cruel sky〜」                                        | ラジオ『小野大輔・近藤孝行 夢冒険〜Dragon&Tiger〜』関連曲 |
| 2016年4月22日   | SUITE                                                                         | 近藤孝行                                         | 「like a fairy tail」                                         | ラジオ『小野大輔・近藤孝行 夢冒険〜Dragon&Tiger〜』関連曲 |
| 2016年5月11日   | CABA Vol.2                                                                    | フォンドヴォー（近藤孝行）                       | 「奏（かなで）」 「バラ色の人生」                             | 『PROJECT DABA』関連曲                                    |
| 2016年5月11日   | CABA Vol.2                                                                    | フォンドヴォー（近藤孝行）、はちみつ（菅沼久義） | 「DAYS」                                                      | 『PROJECT DABA』関連曲                                    |
| 2016年5月11日   | CABA Vol.2                                                                    | CABA                                             | 「それが大事」 「田園」                                       | 『PROJECT DABA』関連曲                                    |
| 2017年7月21日   | CABA Vol.3                                                                    | フォンドヴォー（近藤孝行）                       | 「ピンク スパイダー」 「君がいるから」                        | 『PROJECT DABA』関連曲                                    |
| 2017年7月21日   | CABA Vol.3                                                                    | フォンドヴォー（近藤孝行）、サムソン（間島淳司） | 「Giant Step」                                                | 『PROJECT DABA』関連曲                                    |
| 2017年7月21日   | CABA Vol.3                                                                    | CABA                                             | 「星屑の街」 「惑星タイマー」                                 | 『PROJECT DABA』関連曲                                    |
| 2018年5月9日    | Trinity                                                                       | D.A.T                                            | 「MAVERICK」 「AXIS」 「Just The 2 Of Us」 「D.A.T SYNDROME」 | ラジオ『小野大輔・近藤孝行 夢冒険〜Dragon&Tiger〜』関連曲 |
| 2018年5月9日    | Trinity                                                                       | 近藤孝行                                         | 「PHENOMENAL ONE」                                            | ラジオ『小野大輔・近藤孝行 夢冒険〜Dragon&Tiger〜』関連曲 |
| 2020年代        |                                                                               |                                                  |                                                               |                                                           |
| 2021年6月16日   | TRAD                                                                          | TRD                                              | 「Vermillion Phoenix」 「Take You Higher」 「Game Changer」   |                                                           |
| 2021年6月16日   | TRAD                                                                          | 近藤孝行                                         | 「Baby, Can't Let Go」                                        |                                                           |
| 2021年9月29日   | ABEMA「よつば音楽学院」発カバーアルバム                                       | 近藤孝行                                         | 「Street Dreams」 「若者のすべて」                            | バラエティー番組『よつば音楽学院』関連曲                  |
| 2021年9月29日   | ABEMA「よつば音楽学院」発カバーアルバム                                       | Vacances"                                        | 「ありがとう」                                                | バラエティー番組『よつば音楽学院』関連曲                  |
| 2021年11月4日   | Strangers                                                                     | TRD                                              | 「Strangers」                                                 | テレビアニメ『吸血鬼すぐ死ぬ』エンディングテーマ          |
| 「Clock Hands」 |                                                                               |                                                  |                                                               |                                                           |
| 2022年7月27日   | [Re:collection] HIT SONG cover series feat.voice actors 〜90's-00's EDITION〜 | 近藤孝行                                         | 「TOMORROW」                                                  |                                                           |
| 2023年2月15日   | Cozy Crazy PARTY!                                                             | TRD                                              | 「Cozy Crazy PARTY!」                                         | テレビアニメ『吸血鬼すぐ死ぬ2』エンディングテーマ         |
| 2023年2月15日   | Cozy Crazy PARTY!                                                             | 「Hope Step」                                    |                                                               |                                                           |
| 2023年4月26日   | CrosSing Collection vol.2                                                     | 「You Go Your Way」                              | 『CrosSing - Music＆Voice-』関連曲                            |                                                           |

## 連載
- ナヴァグラハ - 小野大輔とともに漫画原作を担当。
  - ナヴァグラハ -DefenD 9 Triggers-（『月刊少年シリウス』2015年10月号 - 2017年1月号）
  - ナヴァグラハ -Virgin 9 soulS-（『月刊少年シリウス』2017年5月号 - ）

### シリーズ一覧
1. ↑  第1作（2001年 - 2005年）、第2作『新テニスの王子様』（2012年）、第3作『新テニスの王子様 U-17 WORLD CUP』（2022年）、第3作続編『新テニスの王子様 U-17 WORLD CUP SEMIFINAL』（2024年）
2. ↑  第1期（2005年 - 2006年）、第2期『II(Second)』（2007年 - 2008年）、第3期『III-FINAL-』（2011年 - 2012年）
3. ↑  第1期（2012年）、第2期『the TV』（2013年）
4. ↑  第1期（2014年）、第2期『SC』（2015年）
5. ↑  第1期（2015年）、第2期『弐ノ皿』（2016年）、第3期後半『餐ノ皿 遠月列車篇』（2018年）
6. ↑  第2期『√A』（2015年）、第3期・最終章『:re』（2018年）
7. ↑  第1期（2018年）、第2期『はたらく細胞!!』（2021年）
8. ↑  第1期（2021年）、第2期『2』（2023年）
9. ↑  『8』『14』（2005年）

### 初出話一覧
1. ↑  第7話初出
2. ↑  第19話初出
3. 1 2 3 4  第1話初出
4. ↑  第9話初出
5. ↑  第1055話初出
6. ↑  第2話初出

### ユニットメンバー
1. 1 2 3 4 5  越前リョーマ（皆川純子）、手塚国光（置鮎龍太郎）、不二周助（甲斐田ゆき）、大石秀一郎（近藤孝行）
2. ↑  菊丸英二（高橋広樹）、乾貞治（津田健次郎）、河村隆（川本成）、桃城武（小野坂昌也）、海堂薫（喜安浩平）
3. ↑  越前リョーマ（皆川純子）、手塚国光（置鮎龍太郎）、大石秀一郎（近藤孝行）、不二周助（甲斐田ゆき）、菊丸英二（高橋広樹）、乾貞治（津田健次郎）、河村隆（川本成）、桃城武（小野坂昌也）、海堂薫（喜安浩平）
4. 1 2  大石秀一郎（近藤孝行）、木手永四郎（新垣樽助）、白石蔵ノ介（細谷佳正）、石田銀（高塚正也）
5. ↑  大石秀一郎（近藤孝行）、真田弦一郎（楠大典）、甲斐裕次郎（中村太亮）
6. 1 2 3 4  翠石依織（近藤孝行）、雅邦善（志麻）、征木北斎（土岐隼一）、円山玲央（矢野奨吾）、伊藤紗月（畠中祐）
7. ↑  朱雀野アレン（梶原岳人）、燕夏準（村瀬歩）、アン・フォークナー（96猫）
8. ↑  西門直明（竹内良太）、神林匋平（林勇）、棗リュウ（花江夏樹）、闇堂四季（寺島惇太）
9. ↑  矢戸乃上珂波汰（小林裕介）、矢戸乃上那由汰（豊永利行）
10. ↑  アン・フォークナー（96猫）、翠石依織（近藤孝行）、雅邦善（志麻）、伊藤紗月（畠中祐）
11. ↑  神林匋平（林勇）、翠石依織（近藤孝行）
12. 1 2 3  小野大輔、近藤孝行
13. 1 2 3 4  小野大輔、近藤孝行、間島淳司、菅沼久義
14. 1 2 3  近藤孝行、小野大輔